# 오바마정 (후쿠시마현)
오바마정(小浜町)은 후쿠시마현 북부 아다치군에 속했던 정이다. 현재의 니혼마쓰시 남동부, 국도 459호 연선에 해당한다.

## 역사
- 1889년 4월 1일 - 정촌제 시행에 의해 5촌이 합병해 오바마촌이 성립하였다.
- 1901년 8월 1일 - 오바마촌이 정으로 승격해 오바마정이 되었다.
- 1955년 
  - 1월 1일 -  오타촌의 일부를 편입하였다.
  - 니도노촌, 아사히촌과 합병해 이와시로정이 성립하여, 동일 오바마정이 폐지되었다.

## 교통
- 1924년에 오바마정과 니혼마쓰간의 연계 노선버스가 개통되었다.

## 참고문헌
- 角川日本地名大辞典 7 福島県